# Corbulaseta tokiokai
Corbulaseta tokiokai is een eenoogkreeftjessoort uit de familie van de Laophontidae. De wetenschappelijke naam van de soort is voor het eerst geldig gepubliceerd in 2006 door Gómez & Boyko.